# Теттау, Отто фон
Барон Ганс Карл Бернхард Отто Фрайхерр фон Теттау (30 ноября 1888, Баутцен — 30 января 1956, Мёнхенгладбах) — военачальник нацистской Германии, генерал пехоты (16.03.1945).
Кавалер Рыцарского креста Железного креста с Дубовыми листьями.

## Биография
С 1903 года учился в саксонском кадетском корпусе в Дрездене. В марте 1909 года поступил фендриком на воинскую службу в прусскую армию. В 1910 году — лейтенант.
Участник Первой мировой войны с 1914 по 1918 г. Сражался на западном фронте во Франции и Фламандии в составе в Королевского саксонского 105-го пехотного полка.
После серьёзного ранения в Верхнем Эльзасе в 1914 году стал обер-лейтенантом (1915). К Железным крестам, в ноябре 1915 года был награждён Рыцарским крестом Военным орденом Святого Генриха. В августе 1917 года получил чин капитана, с декабря 1918 года — командир батальона в своём полку.
После демобилизации германской армии в 1919 году принял участие в деятельности добровольческих организациях, которые боролись с восстаниями коммунистов в Саксонии. Позже, на службе в рейхсвере. Командир пулемётной роты 10-го пехотного полка в Дрездене.
В ноябре 1930 года получил звание майора, в апреле 1932 года — командиром учебного батальона в Лобау (Саксония). 1 мая 1934 года — оберст-лейтенант.
С октября 1935 года командовал 101-м пехотным полком. 20 апреля 1936 года стал оберстом. В составе 14-й пехотной дивизии принял участие в Польской кампании вермахта (1939) и Французской кампании (1940). За участие в Польской кампании получил пряжки к Железным крестам 1 и 2 класса.
С 14 июня 1940 по 23 февраля 1943 года — командир 24-й пехотной дивизии. После его дивизия находились в оккупированной Бельгии. В начале 1941 года осуществлял береговую охрану побережья Ла-Манша от Антверпена до Диксмёйде.
Участник боёв на советско-германском фронте. Принимал участие в операции «Барбаросса». Командуя дивизией, преодолел советские пограничные укрепления у Равы-Русской, принял участие в сражениях в районе Винницы, Умани, переправе через Днепр и в конце сентября 1941 года сражении под Киевом, в результате которого были взяты в плен сотни тысяч солдат РККА.
С декабря 1941 г. участвовал в битве за Севастополь и Крым. 1.3.1942 года произведен в генерал-лейтенанты. 5 мая 1942 года был награждён Немецким крестом в золоте.
После падения Севастополя получил Рыцарский крест Железного креста и орден союзных румын (6 сентября 1942).
Позже, О. фон Теттау и его дивизия были переброшены под Ленинград и Волхов, где провели самую суровую зиму 1942—1943 годов. В начале февраля 1943 года перенёс первый инсульт. После этого оставил дивизию и вернулся в Германию, чтобы восстановить здоровье. Был переведён в резерв.
В сентябре 1943 года вновь в армии. Назначен начальником учебных заведений и учебного штаба особого назначения при командующем частей вермахта в Нидерландах в Неймегене, затем в руководство так называемой «позиции Ваала» в Нидерландах.
1 октября 1944 года стал командующим голландской береговой обороны.
17 сентября 1944 года в тылу фронта близ Арнхайма состоялась крупная воздушная операция с десантированием специально обученной элитной группировки 1-й английской воздушно-десантной дивизии. Контроль за ситуацией был поручен О. фон Теттау. Быстро укомплектовав боевую группу, состоящую из армейских подразделений, военно-морских и военно-воздушных сил, подразделений полиции и Ваффен СС, О. фон Теттау смог контратаковать противника утром 18 сентября 1944 года. Его вмешательство закончилось успешно. Английская дивизия была полностью уничтожена. Англичане потеряли тысячи солдат и офицеров. 6450 английских солдат были взяты в плен.
В январе 1945 года под командованием О. фон Теттау в Померании из разрозненных частей (пяти дивизий, в том числе латвийская дивизия Ваффен СС и французская дивизия Ваффен СС «Шарлемань») была сформирована корпусная группа «Теттау». Несмотря на недостаток сил, сумел организовать ожесточённое сопротивление наступающим советским войскам.
Гитлер приказал О. фон Теттау сохранять свои позиции любой ценой до конца. Генерал счёл этот приказ бессмысленным и решил вечером 4 марта 1945 года прорваться с корпусом (около 10 000 солдат) и 3 000 раненых, взяв с собой большое количество беженцев с востока. После сложной операции, оставив всё, что не было необходимым, избегая, по возможности, боёв с советскими войсками, Теттау сумел прорваться к немецкому плацдарму на Одере и спасти всех солдат и беженцев — их число колеблется от 20 000 до 50 000 человек.
16 марта 1945 года О. фон Теттау был произведён в генералы пехоты. В конце марта 1945 г. истощённая корпусная группа «Теттау» была расформирована.
В апреле 1945 года О. фон Теттау награждён Дубовыми листья к Рыцарскому кресту. Освобождён от службы 6 мая 1945 года. Сам Теттау пишет: «Предположительно из-за неисполнения приказа, который я считал бессмысленным…»
10 мая 1945 года был взят в плен союзниками. Содержался в ряде тюрем и лагерей во Франции и Западной Германии. С октября 1946 года находился в военных госпиталях. В 1947 году — освобождён. В 1948 году давал показания в Нюрнберге.
30 января 1956 года перенёс второй сердечный приступ, от которого умер.